# دایرکت بلو ۱
دایرکت بلو ۱ (به انگلیسی: Direct Blue 1) با فرمول شیمیایی C34H24N6Na4O16S4 یک ترکیب شیمیایی با شناسه پاب‌کم 8294 است. که جرم مولی آن ۹۹۲٫۸۰۴ گرم بر مول می‌باشد. 